# Tangstedt (Stormarn)
Tangstedt è un comune di 6 479 abitanti dello Schleswig-Holstein, in Germania.
Appartiene al circondario (Kreis) di Stormarn (targa OD) ed è parte della comunità amministrativa (Amt) di Itzstedt, parte del circondario di Segeberg.